# Waterkers
Waterkers (Rorippa, synoniem: Nasturtium) is een geslacht van kruidachtige planten uit de kruisbloemenfamilie (Brassicaceae). Het zijn planten die meestal op zeer vochtige plaatsen groeien. Het geslacht bevat circa tachtig soorten, waaronder een aantal die vroeger in het geslacht Nasturtium werden ingedeeld. Het verspreidingsgebied beslaat alle werelddelen behalve Antarctica.
Sommige Rorippa-soorten zijn eetbaar en hebben een peperige smaak. De witte waterkers wordt meestal onder de naam 'waterkers' als groente in de handel gebracht.

In de Benelux komen voor:
- Akkerkers (Rorippa sylvestris)
- Gele waterkers (Rorippa amphibia)
- Middelste waterkers (Rorippa ×anceps)
- Moeraskers (Rorippa palustris)
- Oostenrijkse kers (Rorippa austriaca)
- Slanke waterkers (Rorippa microphylla)
- Valse akkerkers (Rorippa ×armoracioides)
- Witte waterkers (Rorippa nasturtium-aquaticum)

## Determinatie
Belangrijke determinatiekenmerken zijn de kleur van de bloemen, de afmeting van de kroon- en kelkbladen, de vorm van de bladeren en de vorm van de vruchten en zaden.
| Kenmerken         | Akkerkers                     | Gele waterkers                                               | Moeraskers              | Oostenrijkse kers | Slanke waterkers | Valse akkerkers                  | Witte waterkers |
| ----------------- | ----------------------------- | ------------------------------------------------------------ | ----------------------- | ----------------- | ---------------- | -------------------------------- | --------------- |
| Kleur             | geel                          | oranjegeel                                                   | bleekgeel               | geel              | wit              | geel                             | wit             |
| Grootte kroonblad | 3-6 mm                        | 3-6 mm                                                       | 2-3 mm                  | 3-5 mm            | 6 mm             | 3-5 mm                           | 5 mm            |
| zaden             |                               | weinig                                                       |                         |                   | 1-rijig          |                                  | 2-rijig         |
| bladen            | veerdelig met kleine eindslip | bovenste getand of gezaagd, onderste veersplitig - veerdelig | veerspletig - veerdelig | getand            | geveerd          | gelobd, 2 - 3x zo lang als breed | geveerd         |
| Geoord            | nee                           | nee                                                          |                         | ja                |                  | ja                               |                 |
| hoogte (cm)       | 20-45                         | 40-120                                                       | 20-60                   | 30-90             | 10-90            | 30-70                            | 10-60           |

... · 
R. amphibia (Gele waterkers) · 
R. ×anceps (Middelste waterkers) · 
R. ×armoracioides (Valse akkerkers) · 
R. austriaca (Oostenrijkse kers) · 
R. microphylla (Slanke waterkers) · 
R. nasturtium-aquaticum (Witte waterkers) · 
R. palustris (Moeraskers) · 
R. sylvestris (Akkerkers) · 
...
... · 
Alliaria · 
Alyssum (Schildzaad) · 
Arabidopsis · 
Arabis (Scheefkelk) · 
Armoracia · 
Aubrieta · 
Barbarea (Barbarakruid) · 
Berteroa · 
Brassica (Kool) · 
Braya · 
Bunias (Hardvrucht) · 
Cakile · 
Calepina · 
Camelina · 
Capsella (Herderstasje) · 
Cardamine (Veldkers) · 
Cochlearia (Lepelblad) · 
Coincya · 
Conringia · 
Coronopus (Varkenskers) · 
Crambe (Bolletjeskool) · 
Descurainia · 
Diplotaxis (Zandkool) · 
Draba · 
Erophila · 
Eruca · 
Erucastrum · 
Eutrema  · 
Erysimum (Steenraket) · 
Heliophila · 
Hesperis · 
Hirschfeldia · 
Hormathophilla · 
Hornungia · 
Iberis (Scheefbloem) · 
Isatis · 
Lepidium (Kruidkers) · 
Lobularia · 
Lunaria (Judaspenning) · 
Malcolmia · 
Matthiola · 
Neslia · 
Physaria · 
Pringlea · 
Ptilotrichum · 
Raphanus (Radijs) · 
Rapistrum · 
Rorippa (Waterkers) · 
Schouwia · 
Selenia · 
Sinapidendron · 
Sinapis · 
Sisymbrium (Raket) · 
Subularia · 
Teesdalia · 
Thlaspi (Boerenkers) · 
...